# Кодкод
Кодкодът (Leopardus guigna), известен още като чилийска котка или гуиня, е дребен хищник от семейство Коткови (Felidae), най-малкият представител, срещащ се в Северна и Южна Америка. Основно е наблюдаван в централните и южни райони на Чили и в съседна Аржентина. По-рядко се среща спрямо другите американски котки.

## Физическа характеристика
Кодкодът е един от най-малките представители на семейство котки. Главата и тялото му достигат само до около 50 cm., а теглото до 1,5 – 3 kg. Козината му е светлобежова или сива на цвят, покрита с кръгли, малки, черни петна. Върху главата и врата тези петна понякога са под формата по-скоро на ивици. Опашката му е къса, козината е гъста и е покрита с черни, тесни ивици. Кодкодът се среща предимно в горски райони. Плячка за кодкода са малките бозайници, гризачи, птици както и някои насекоми. Кодкодът може да живее както на земята, така и по дърветата. Представители се срещат в Андите. Кодкодът свива гнездо в клоните на дърветата и малките му котенца живеят на тях. Този вид е застрашен от изчезване, доста уязвим и чувствителен към условията на средата.